# Каркажишке
Каркажишке (лит. Karkažiškė) — село в восточной части Литвы, входит в состав Пабрадского староства Швянчёнского района. По данным переписи 2011 года, население Каркажишке составляло 338 человек.

## География
Село расположено в южной части района. Расстояние до города Пабраде составляет 3 км, до Швенчёниса — 40 км. Рядом находится село Новосёлкос.

## История
С 16 века упоминается поместье Каркажишкес. В 1501 году Йокубас Немировичюс построил первую церковь, в 1502 году его дочь Ядвига подарила настоятелю фольварк, 2 таверны и другое имущество.
Каркажишкская таможня находилась на берегу реки Жеймена. В 1670 году старую церковь перестроили, в 1838 году она сгорела. Школа была основана в 1779 году, в 1812 году в ней училось 18 учеников. Во времена Советского Союза Каркажишкес был посёлком колхоза. В 1959 году здесь проживало 321 человек.

## Население

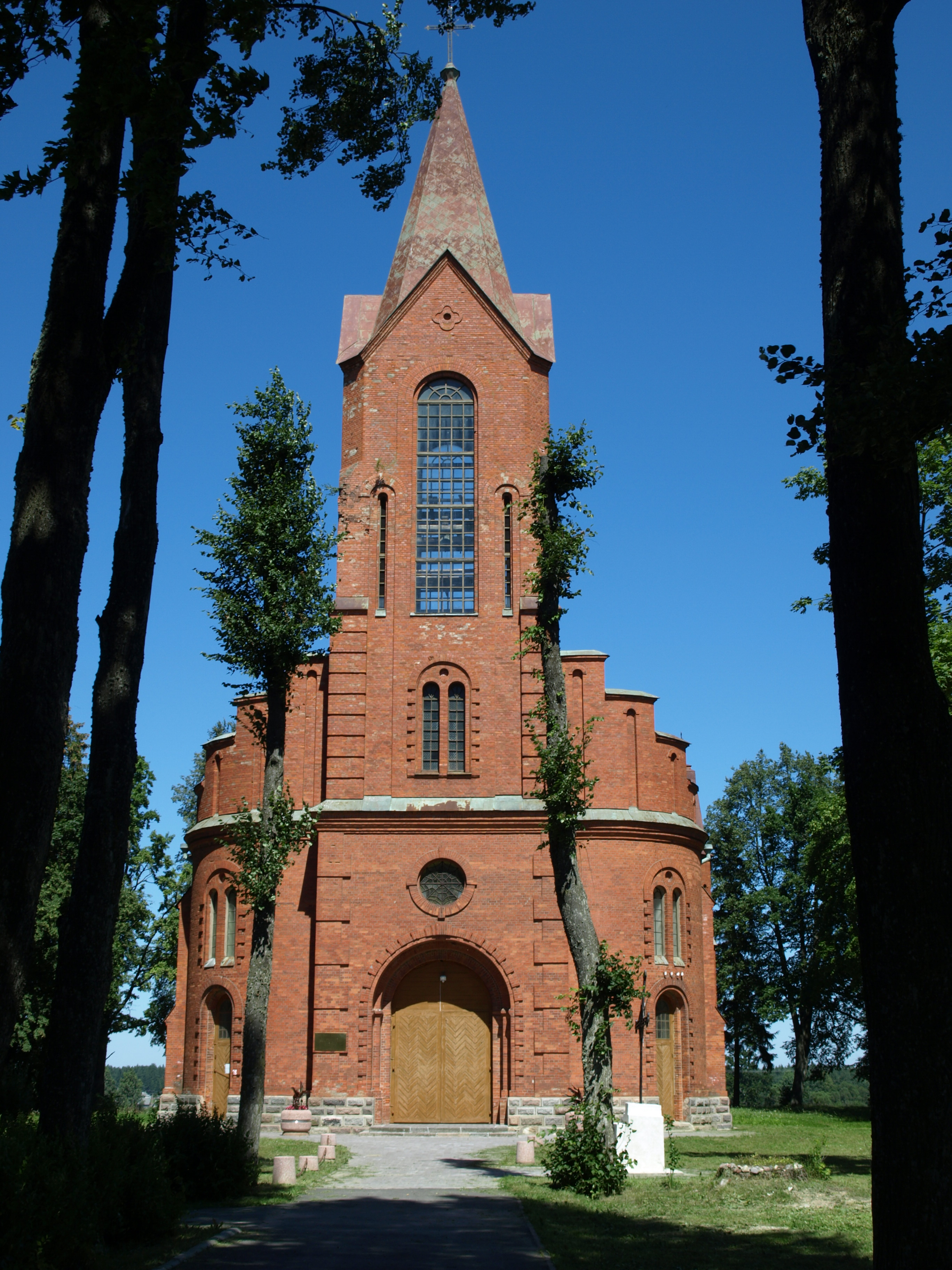

| 1905                           | 1931 | 1959 | 1970 | 1979 | 1985 | 1989 | 2001 | 2011 |
| ------------------------------ | ---- | ---- | ---- | ---- | ---- | ---- | ---- | ---- |
| 342                            | 377  | 249  | 276  | 409  | 299  | 423  | 365  | 338  |
| Гистограмма динамики населения |      |      |      |      |      |      |      |      |

## Инфраструктура
В селе действуют начальная школа и библиотека.

## Достопримечательности
- Костёл апостолов Петра и Павла. Каменный, построен в 1913 году[3].